# Альтавалле
Альтава́лле (итал. Altavalle) — коммуна в Италии, расположена в автономной области Трентино-Альто-Адидже, подчиняется административному центру Тренто.
Население коммуны, на 01.01.2024 года, составляет 1631 человек, плотность населения ─ 48,42 чел./км². Коммуна занимает площадь 33,68 км². 
Почтовый индекс — 38092. Телефонный код — 0461.

## История
Коммуна была образована 1 января 2016 года в результате объединения муниципалитетов Фавер, Грауно, Грумес и Вальда.

## Климат
Согласно климатической классификации итальянских коммун, Альтавалле входит в климатическую зону F, количество градусо-дней составляет 3676.

## Администрация коммуны
Главой коммуны является мэр Маттео Паолацци, с 22 сентября 2020 года.
Муниципалитет входит в движение «Соглашение мэров».